# Parti progressiste congolais
Le Parti progressiste congolais (PPC) est un ancien parti politique du Congo-Brazzaville. C'est la première formation politique de l'histoire congolaise, fondée par Jean Félix-Tchicaya en 1945 avec les Congolais de la section du Rassemblement démocratique africain (RDA).

## Histoire
Jusqu'en 1950, le PPC est étroitement lié au Parti communiste français. Le parti est majoritairement composé de ressortissants Vili. 
Aubert-Lucien Lounda, conseiller territorial et planteur-transporteur Kongo de la région de Boko, a été le premier Secrétaire général du parti. 
Les autres membres sont : Maurice Akouala, Akarambol, Pierre Goura, Simon-Pierre Kikhounga-Ngot, Raphael Ambassa, Emmanuel Damongo-Dadet Jean Malonga, Marcel Ibalico, Joseph Pouabou, Jacques Bouiti, Victor-Justin Sathoud, Auguste Nzongo, Raymond Ango.
De nombreux militants de la CGT au Congo (qui devient plus tard une centrale syndicale indépendante sous le sigle CGAT) étaient membres du PPC. Le parti avait des sections de jeunes et de femmes, mais ces dernières n'étaient pas très actives. 
Entre 1947 et 1949, le PPC a publié des articles dans Nouvelles d' AEF.
À Pointe-Noire et dans le Koulou, le parti est dirigé par Robert Stéphane Tchitchéllé, jeune loup avec une forte personnalité politique, capable de concurrencer à terme le leadership de Félix Tchikaya. Tchitchéllé recrute majoritairement au sein des cheminots du CFCO.
Entre 1948 et 1949, les deux sections actives à Brazzaville, étaient celles des deux villages africains : Bacongo et Poto-Poto. Toutefois, comme tous les partis d'alors, le PPC éprouvait les pires difficultés à recruter parmi la population Kongos. Dans les quartiers nord de la capitale en revanche, les militants se réunissaient à Poto-Poto, chez Yves Marcos, originaire de Porto-Novo au Dahomey, commis-greffier au Tribunal de Brazzaville, chez Joseph Sinald, comptable à la Caisse centrale de la France d'Outre-Mer ou encore chez Aubert Lounda.
Le PPC remporte les élections législatives françaises de novembre 1946 représentant le Moyen-Congo et le Gabon, en obtenant 46 % des suffrages. Tchicaya est élu membre de l'assemblée nationale constituante. 
Lors des élections tenues en 1947 pour le second collège de l'AEF, comprenant le Congo et le Gabon, le PPC obtient 62,5 % des voix, correspondant à 15 sièges au conseil, tandis que le MSA (Mouvement socialiste africain) de Jacques Opangault, émanation de la SFIO, en obtient 9. 
Lorsque le Parti communiste est exclu du gouvernement français en mai 1947, cela a des répercussions au sein du PPC. Il s'ensuit pour ce parti, une série de désagréments.
Le PPC reste le parti majoritaire lors des élections législatives françaises de 1951, et remporte 44 % des suffrages. Toutefois, lors des élections de 1952, le PPC n'obtient que 34 % des voix.
Fulbert Youlou, Robert Stéphane Tchitchéllé et Alphonse Massamba-Débat, les trois futurs hommes d'état congolais, étaient membres du PPC à cette époque. En 1956, ils quittent tous les trois le parti, avec armes et bagages pour rejoindre l'UDDIA. Le déclin du PPC s'amorce avec l'ascension politique de Youlou. En 1956 lors des élections municipales à Brazzaville, le PPC n'obtient que 2,478 voix soit trois sièges sur 37. Dans son fief de Pointe-Noire, le PPC n'obtient que 8 sièges.
En Mars 1957, une alliance PPC-MSA (Mouvement socialiste africain) est formée. Le bloc PPC-MSA obtient la majorité de 25 sièges de justesse (dont deux sièges étaient occupés par PPC), dans la nouvelle Assemblée territoriale du Moyen-Congo. Un gouvernement dirigé par le MSA du leader Jacques Opangault a été formé. Mais l'alliance entre le PPC et le MSA ne fait pas long feu. En septembre 1957, le frêle équilibre de la majorité s'effondre avec le transfuge de Paul YAMBO du PPC vers l'UDDIA. Ce dernier parti devient majoritaire et en profite pour former un nouveau gouvernement,. La même année, le RDA prend ses distances avec le PPC et mise sur l'UDDIA de Youlou. Après la rupture avec le RDA, le PPC s'allie avec le Parti du regroupement africain (PRA).